# Промаја
Промаја или пропух, означава струјање ваздуха кроз отворе у затвореном простору, које се јавља услед разлике у ваздушном притиску.  
У испитивању промаје спроведеном на Техничком универзитету у Данској, доживљај промаје је дефинисан као доживљај локалног хлађења људског тела изазваног струјањем ваздуха. Када је човек локално изложен периодично флуктуирајућој струји ваздуха, његово осећање промаје зависи од средње брзине, максималне брзине фреквенције и разлике између температуре ваздушне струје и неутралне температуре.

## Деловање на здравље
У неким културама, укључујући простор бивше Југославије и Немачку, постоји народно веровање да промаја изазива разне болести, укључујући и вирусне инфекције попут прехладе.
Супротно народном веровању, лекари препоручују проветравање простора у коме се борави.

## Приказ у култури
Промаја је често описана у сатиричним делима која описују српску културу. 
У сатиричној књизи "Све ствари које треба да знаш када постанеш Србин", промаја је описана на следећи начин: "највећи непријатељ који је крив за све болести, и који може чак и да те убије, зове се промаја".